# Erigonoplus inspinosus
Erigonoplus inspinosus là một loài nhện trong họ Linyphiidae.
Loài này thuộc chi Erigonoplus. Erigonoplus inspinosus được Jörg Wunderlich miêu tả năm 1995.